# كلوستريديوم جزيرة غانغهوا
مطثية جزيرة غانغهوا أو كلوستريديوم غانغهوي (الاسم العلمي:Clostridium ganghwense) هي نوع من البكتيريا تتبع جنس المطثية من فصيلة نظيرات المطثية.